# カール・ネーゲリ

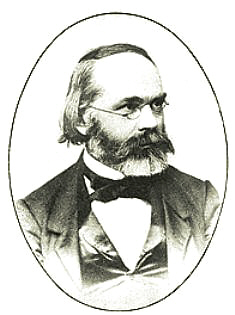
カール・ネーゲリ

カール・ヴィルヘルム・フォン・ネーゲリ（Karl Wilhelm von Nägeli, 1817年3月27日 - 1891年5月11日）はスイスの植物学者。後に染色体と呼ばれる構造を発見し、グレゴール・ヨハン・メンデルによる遺伝学の研究に批判的だったことで知られる。

## 人生
チューリッヒ近郊で生まれ、医学を学んだ。1839年からはジュネーヴのオーギュスタン・ピラミュス・ドゥ・カンドール(Augustin Pyramus de Candolle) の下で植物学を学び、1840年にチューリッヒで学位を取得した。マティアス・ヤーコプ・シュライデンの下で研究をした後にイェーナで植物学の教授を務め、顕微鏡を用いて植物の研究を行った。

## 研究
大学を卒業するとすぐに、彼はチューリッヒ大学の私講師、後に教授となった。1852年、彼はフライブルク大学の植物学の教授となり、1857年にはミュンヘン大学に移って、亡くなるまで勤めた。

## 貢献
ネーゲリは顕微鏡による細胞の観察を行い、1842年に細胞分裂を初めて観察、報告した人物とされている。細胞分裂説を唱えたドイツのローベルト・レーマクと同様その観察したものが本当に細胞分裂であったかどうかは論争になっている。また1858年に葉緑体の中のデンプンを発見し、植物生理学の重要な発見となった。Zeitschrift für wissenschaftliche Botanik (1844-1846)、Die neueren Algensysteme (1847)、Gattungen einzelliger Algen (1849)、Pflanzenphysiologische Untersuchungen (1855-1858) という一連の重要な論文でよく知られている。しかし今日ではメンデルのエンドウを用いた実験に批判的だったことで最も良く知られている。